# Политика слободнога сребра
Политика слободнога сребра представљала је крајем 19. века централну политичку тему у САД. Заговорници политике слободнога сребра силверити залагали су се за инфлацијску монетарну политику засновану на кованицама од сребра. Њихови противници залагали су се за мање инфлаторни златни стандард. Силверити су се залагали за употребу злата и сребра у омеру 1:16, тј. да злато буде 16 пута скупље од исте количине сребра. Међутим стварни омер цена злата и сребра у то време био је 1:32, па је већина економиста упозоравала да ће јефтино сребро истиснути злато из употребе. Сви су се слагали да политика слободнога сребра доприноси расту цена (инфлацији), али питање је било да ли је та инфлација корисна за економију. То питање постало је поготово значајно за време економске кризе 1893. За време економске кризе 1893. дошло је да пада цена (дефлација), високе незапослености у индустријским областима и тешких проблема за пољопривреднике.

## Противници и присталице политике слободнога сребра
За златни стандард залагала се финансијска врхушка северозапада САД заједно са крупним бизнисменима и индустријалцима, који су били кредитори, па су се бојали да би инфлација могла да наштети њиховим финансијским интересима, односно да би могла да обезвреди новац, који су другима посудили. С друге стране сиромашним пољопривредницима је одговарала инфлација и повећање цене њихове робе, па је политика слободнога сребра била посебно популарна међу пољопривредницима, који су узгајали пшеницу и памук. Политика слободнога сребра била је исто тако популарна међу рударима, који су радили у рудницима сребра. Власници рудника сребра попут Вилијама Рандолфа Херста залагали су се за слободно сребро. Рудници сребра налазили су се на западу, па је већина западних држава заговарала ту политику. Републиканска странка се супростављала политици слободнога сребра. Тврдили су да пут према националном просперитету води преко здравога новца, тј. злата, које је имало централну улогу у међународној трговини. Тврдили су да политика слободнога сребра води већој инфлацији за све, а сигурној добити само за власнике рудника сребра. Међутим нису сви републиканци били јединствени о том питању, тако да је током 1896. сенатор Хенри Телер из Колорада предводио једну групу западних републиканаца, која је оформила трећу партију, тзв. сребрну републиканску странку, која је подржавала политику слободнога сребра.

## Шерманов закон
Током 1890. изгласан је Шерманов закон о продаји сребра према коме је влада САД требало да купује милионе унци сребра потстичући на тај начин раст његове цене. Влада је куповала сребро по цени вишој од реалне плаћајући га заправо златом или златним новчаницама, што је допринело смањењу резерви злата. То је допринело избијању економске кризе 1893. Председник САД Гровер Кливленд је десет дана по избијању кризе 4. марта 1893. ступио на власт. У то време државна благајна је већ изгубила много злата, па је председник наговорио Конгрес САД да се повуче Шерманов закон о обавезном откупу сребра по фиксној цени.

## Пораз силверита на изборима 1896
Народна партија се залагала за политику слободнога сребра. Председник Гровер Кливленд је као председник и представник Демократске странке био заступник златнога стандарда. Међутим, демократски кандидат за председника на изборима 1896. био је Вилијам Џенингс Брајан, који се залагао за слободно сребро. Брајана су 1896. подржавали не само демократе, него и народњаци и сребрни републиканци. Једно од главних питања председничке кампање било је шта ће бити подлога америчкога долара: сребро или злато или ће долар бити без подлоге. За председника САД изабран је Вилијам Макинли, који се залагао за златни стандард. На изборима су пресудили гласови становника градова, који су сматрали да би избор сребра као подлоге довео до економске пропасти, незапослености и виших цена. Пољопривредници који су узгајали пшеницу или памук залагали су се за сребро, а они који су узгајали друге културе залагали су се за злато.

## Симболички крај политике слободнога сребра
Вилијам Џенингс Брајан се 1900. поново кандидовао за председника са истом политиком слободнога сребра, али поражен је са још већом разликом. Када је он престао да помиње питање слободнога сребра то је престало да буде важно политичко питање. Питање слободнога сребра било је асоцирано са популизмом и борбом обичних Американаца против банкара и либералнога капитализма. Често се о сребру говорило као о народном новцу, за разлику од злата, кога су помињали као валуту експлоатације. 